# 阿爾達河 (意大利)

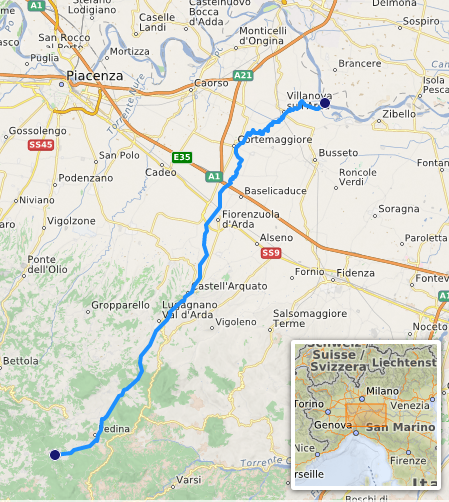

阿爾達河是意大利的河流，位於該國北部艾米利亞-羅馬涅，屬於波河的右支流，河道全長56公里，平均流量每秒5立方米，河口處在波萊西內帕爾門塞附近。
45°02′05″N 10°03′13″E / 45.03472°N 10.05361°E